# Christie Island, Nunavut
Christie Island är en ö i Kanada.   Den ligger i territoriet Nunavut, i den östra delen av landet, 1 300 km norr om huvudstaden Ottawa. Arean är 19,3 kvadratkilometer.
Terrängen på Christie Island är platt. Öns högsta punkt är 107 meter över havet. Den sträcker sig 7,7 kilometer i nord-sydlig riktning, och 4,3 kilometer i öst-västlig riktning.